# Trézioux
Trézioux – miejscowość i gmina we Francji, w regionie Owernia-Rodan-Alpy, w departamencie Puy-de-Dôme.
Według danych na rok 1990 gminę zamieszkiwało 309 osób, a gęstość zaludnienia wynosiła 18 osób/km² (wśród 1310 gmin Owernii Trézioux plasuje się na 547. miejscu pod względem liczby ludności, natomiast pod względem powierzchni na miejscu 552.).